# Рем (Нор)
Рем (фр. Raismes) — коммуна во Франции, регион О-де-Франс, департамент Нор, округ Валансьен, кантон Сент-Аман-лез-О. Расположена в 5 км к северо-западу от Валансьен, в 2 км от автомагистрали А23. В центре коммуны находится железнодорожная станция Рем линии Дуэ-Валансьен.
Население (2017) — 12 587 человек.

## Достопримечательности
- Церковь Святой Сесилии 1924 года
- Церковь Святой Варвары
- Шато принцессы Аранбер
- Шато де Мабиль
- Парк де ла Порт де Эно
- Развалины аббатства Викуань

## Экономика
Структура занятости населения:
- сельское хозяйство — 0,3 %
- промышленность — 27,3 %
- строительство — 12,3 %
- торговля, транспорт и сфера услуг — 25,2 %
- государственные и муниципальные службы — 34,9 %

Уровень безработицы (2017) — 17,7 % (Франция в целом — 13,4 %, департамент Нор — 17,6 %). 

Среднегодовой доход на 1 человека, евро (2017) — 16 230 (Франция в целом — 21 110, департамент Нор — 19 490).

## Демография
Динамика численности населения, чел.

## Администрация
Пост мэра Рема с 2013 года занимает коммунист Эмерик Робен (Aymeric Robin). На муниципальных выборах 2020 года возглавляемый им список коммунистов одержал победу в 1-м туре, получив 64,66 % голосов.
| Период | Период | Фамилия          | Партия                  | Примечания                                            |
| ------ | ------ | ---------------- | ----------------------- | ----------------------------------------------------- |
| 1964   | 1985   | Элиз Лефевр-Мюмо | Коммунистическая партия | секретарь, член Генерального совета департамента      |
| 1985   | 2013   | Рене Шер         | Коммунистическая партия | директор школы, член Генерального совета департамента |
| 2013   |        | Эмерик Робен     | Коммунистическая партия | член Генерального совета департамента                 |

## Галерея

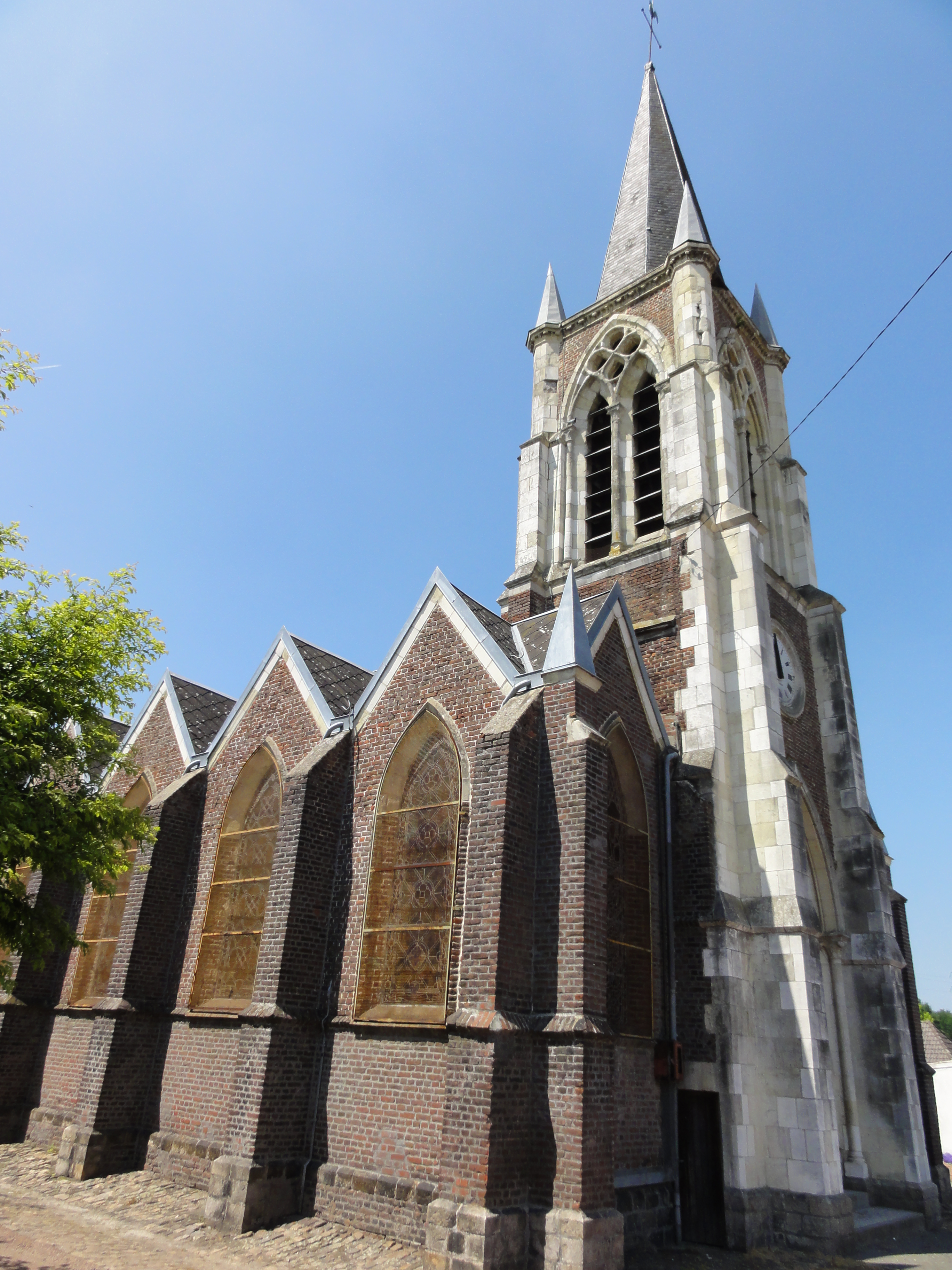
Церковь Святой Варвары
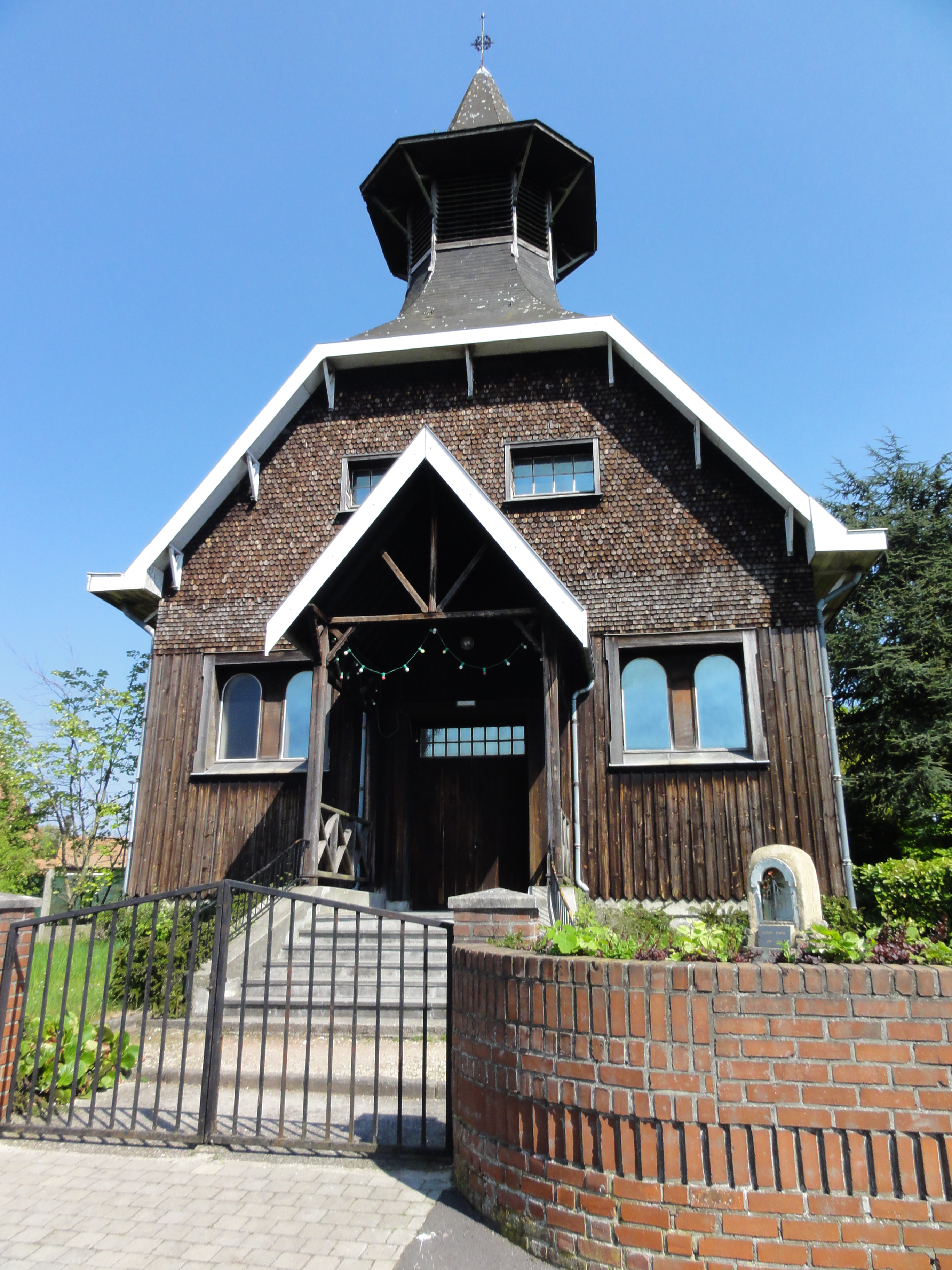
Церковь Святой Сесилии
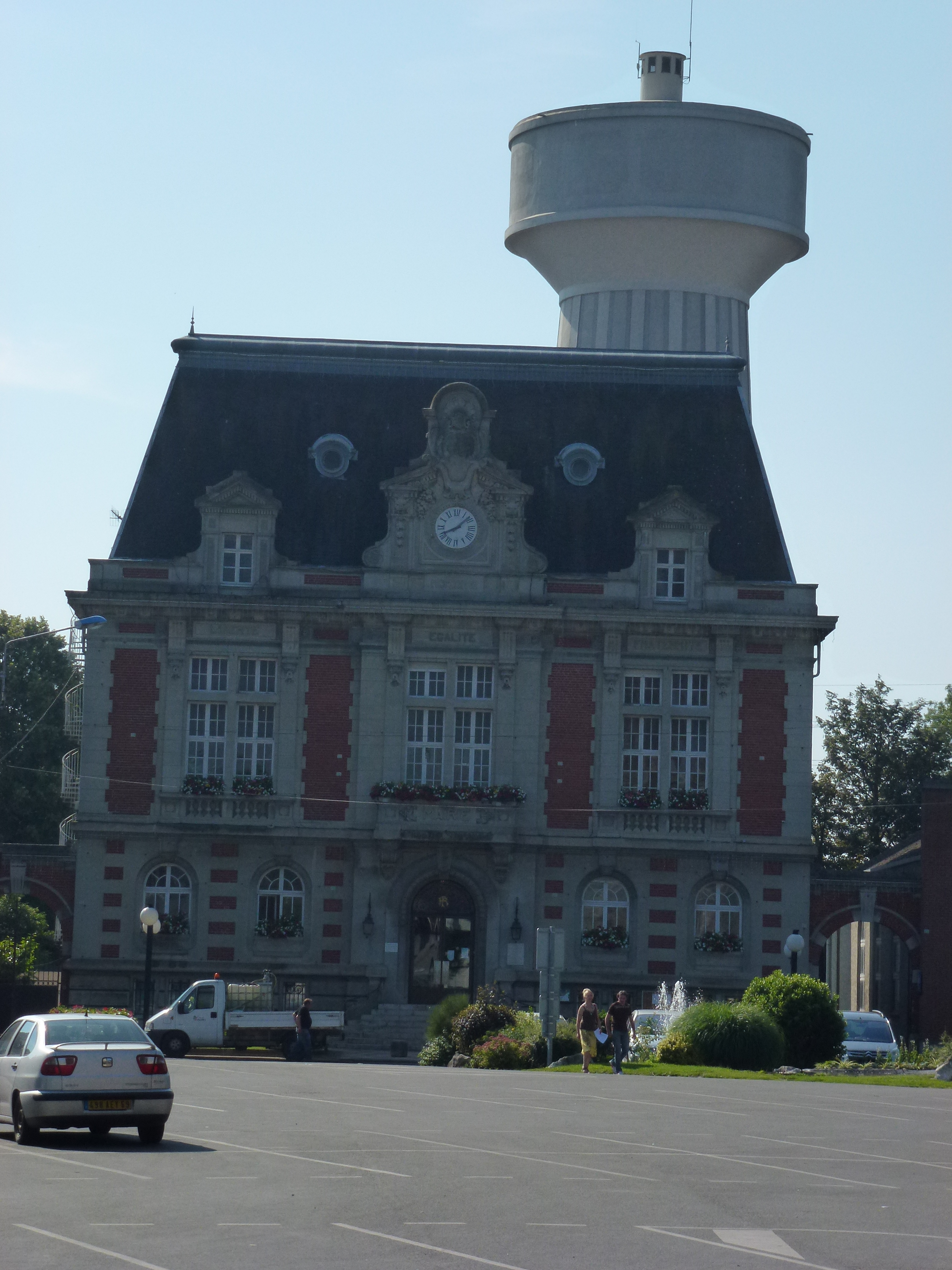
Здание мэрии
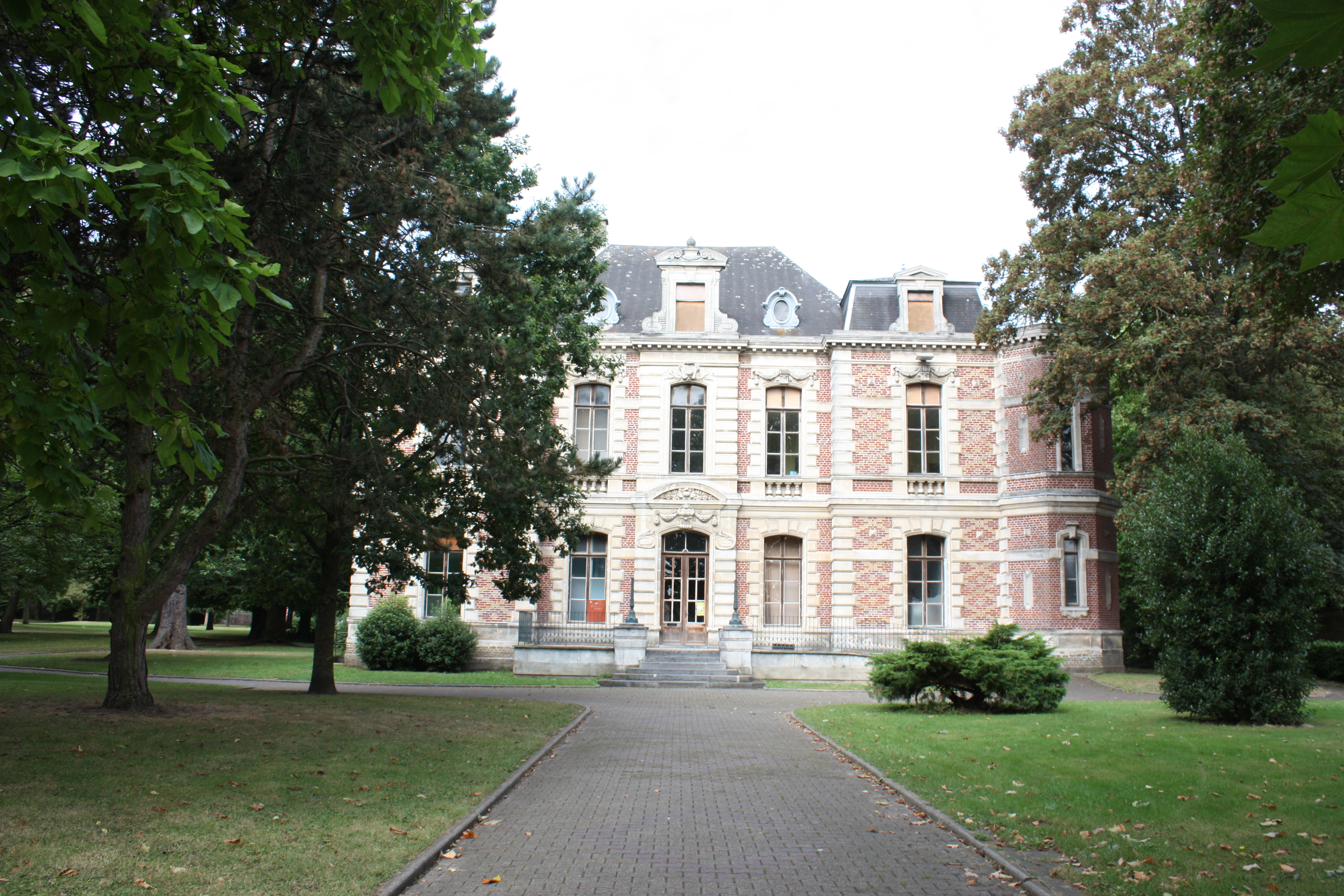
Шато де Мабиль

1. 1 2  база данных о французских коммунах — Национальный географический институт Франции, 2015.